# Om at spise dyr
Om at spise dyr (originaltitel Eating Animals') er den tredje bog af den amerikanske forfatter Jonathan Safran Foer. Bogen udkom i 2009 på engelsk og i 2010 på dansk. Bogen er Foers første ikke-skønlitterære bog og er skrevet som en blanding af reportage, interview og klassisk undersøgende journalistik.

## Temaer
I bogen undersøger Foer hvad kød egentlig er og kigger nærmere på det industrialiserede landbrug og kommercielt fiskeri. Han undersøger fx hvad der ligger bag beggreber som "bifangst" og forholdene på amerikanske slagterier. I bogen kan man blandt andet læse, at normen i forbindelse med rejefiskeri med trawl er, at mellem 80 og 90 % af de dyr, der bliver trukket op af havet ikke er rejer, men andre fisk og havdyr, som dør og bliver smidt over bord.
Han undersøger også de sundhedsmæssige udfordringer, som skyldes det amerikansk landbrug og påstår blandt andet at, Influenzapandemien 2009 stammer fra en gård i delstaten North Carolina og at 98 % af alle amerikanske kyllinger er inficeret med campylobacter og salmonella.
Foer undersøger også madens kulturelle betydning, hvor han deler sin oplevelser med sin bedstemor, som overlevede Holocaust, og hele livet var meget optaget af mad.